# The Love of Mary West
Pour plus de détails, voir Fiche technique et Distribution.
The Love of Mary West (littéralement : L'Amour de Mary West) est un film muet américain réalisé par Burton L. King, sorti en 1915.

## Fiche technique
- Titre : The Love of Mary West
- Réalisation : Burton L. King
- Scénario : Mary Bailey
- Producteur : Carl Laemmle
- Société de production : Universal Film Manufacturing Company
- Société de distribution : Universal Film Manufacturing Company
- Pays d'origine :  États-Unis
- Langue : Anglais
- Métrage : 300 m
- Format : Noir et blanc — 35 mm — 1,33:1 — Muet
- Genre : Film dramatique
- Durée : 10 minutes
- Dates de sortie : 
  -  États-Unis : 16 septembre 1915

## Distribution
- Edna Maison : Mary West, veuve
- Ray Gallagher (en) : David Warren, veuf